# L'Appel de Cthulhu
Pour les articles homonymes, voir L'Appel de Cthulhu (homonymie).
L'Appel de Cthulhu (titre original : The Call of Cthulhu) est une nouvelle fantastique de l'écrivain américain Howard Phillips Lovecraft, publiée en février 1928 dans le magazine Weird Tales. 
Lovecraft écrit et achève cette nouvelle dès 1926. C'est l’œuvre fondatrice du mythe de Cthulhu, un univers de fiction partagé par de nombreux auteurs dans les domaines de la littérature, du jeu de rôle, ou encore de la bande dessinée.

## Résumé
L'intrigue non linéaire est présentée au travers d'un ensemble de documents retrouvés dans les papiers du défunt Francis Wayland Thurston, un anthropologue qui a enquêté sur un culte obscur.

### Chapitre 1: L'horreur d'argile (The Horror in Clay)

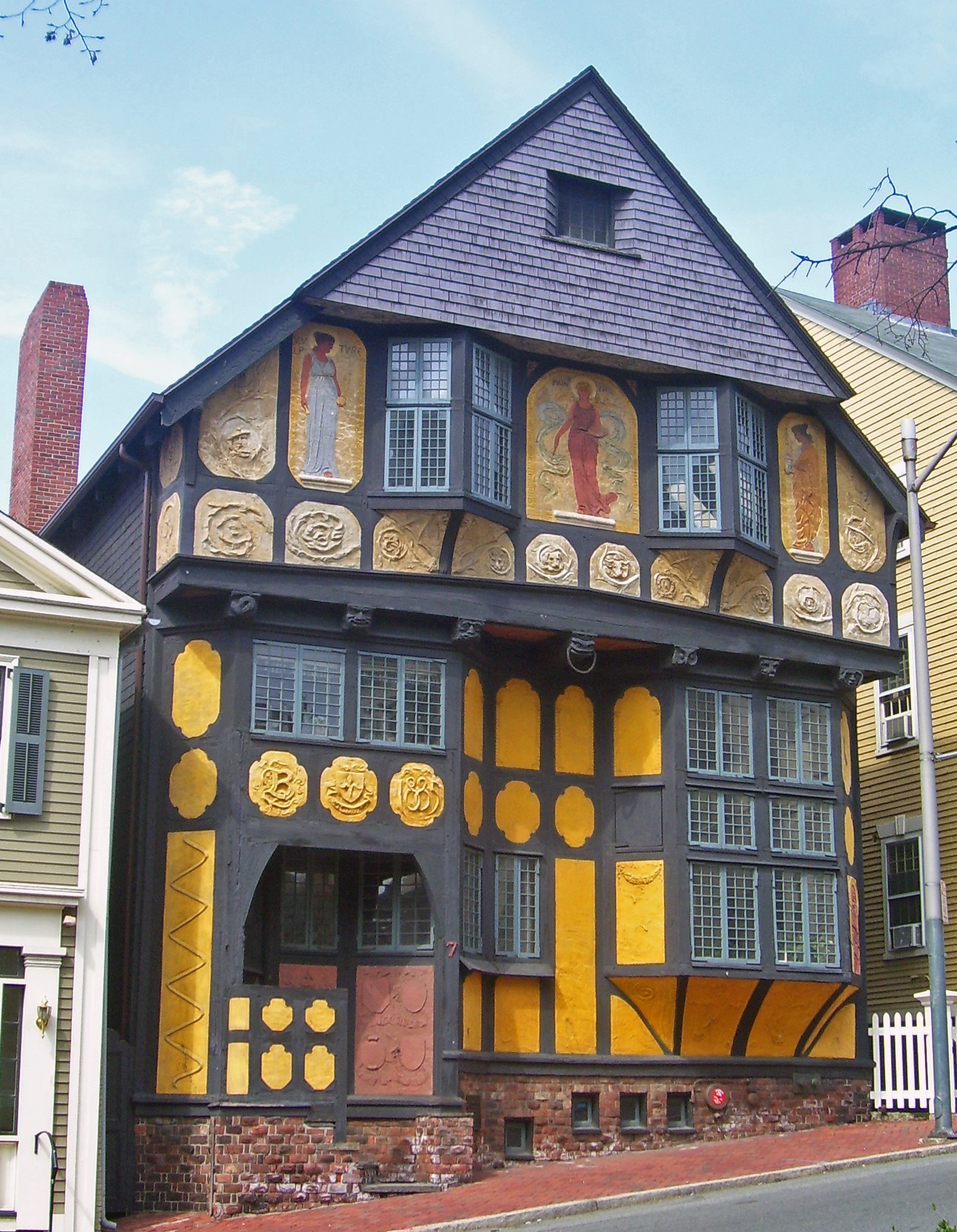
La maison « Fleur-de-Lys » sise au 7, Thomas Street à Providence, résidence de l'artiste Henry Wilcox.

Francis Wayland Thurston, un anthropologue originaire de Boston hérite de tous les biens de son grand-oncle, George Gammell Angell, un professeur renommé ayant enseigné les langues sémitiques à l'université Brown, décédé dans des circonstances mystérieuses « pendant l'hiver 1926-1927 ». Parmi les documents de son oncle, Thurston découvre un étrange bas-relief en argile représentant un dragon ou une caricature d'homme « à tête de poulpe munie de tentacules surmontant un corps écailleux et grotesque muni d'ailes rudimentaires » accompagné de différents hiéroglyphes inconnus, de coupures de presse et d'un manuscrit portant le titre Le Culte de Cthulhu.
Dans la première partie de ce manuscrit, le professeur Angell détaille sa rencontre avec Henry Wilcox, un jeune artiste de Rhode Island qui certifie avoir sculpté le bas-relief en argile dans la nuit du 1er mars 1925 au cours d'un rêve angoissant de cités perdues recouvertes de vase. Le vieux professeur finit par être convaincu de la sincérité du jeune homme et pense que son rêve et sa sculpture ont un lien avec un ancien culte païen.
Les rencontres entre les deux hommes se font de plus en plus fréquentes au cours du mois de mars et les cauchemars de Wilcox de plus en plus précis – il distingue notamment des sons gutturaux comme Cthulhu, fhtagn ou R'lyeh. Le 23, Henry Wilcox est transporté en urgence chez ses parents, atteint de crises de délire durant lesquelles il parle d'une créature gigantesque marchant à pas pesants. Après sa guérison, dix jours plus tard, les visions de Wilcox disparaissent.
À la suite de ces événements, le professeur Angell mène des recherches et découvre qu'une vague d'événements étranges s'est déroulée tout autour du monde entre le 28 février et le 2 avril : tremblements de terre, rêves oppressants, agitations en Afrique, suicides, révoltes de Levantins à New York, exposition de toiles obscures à Paris…

### Chapitre 2: Le récit de l'inspecteur Legrasse (The Tale of Inspector Legrasse)

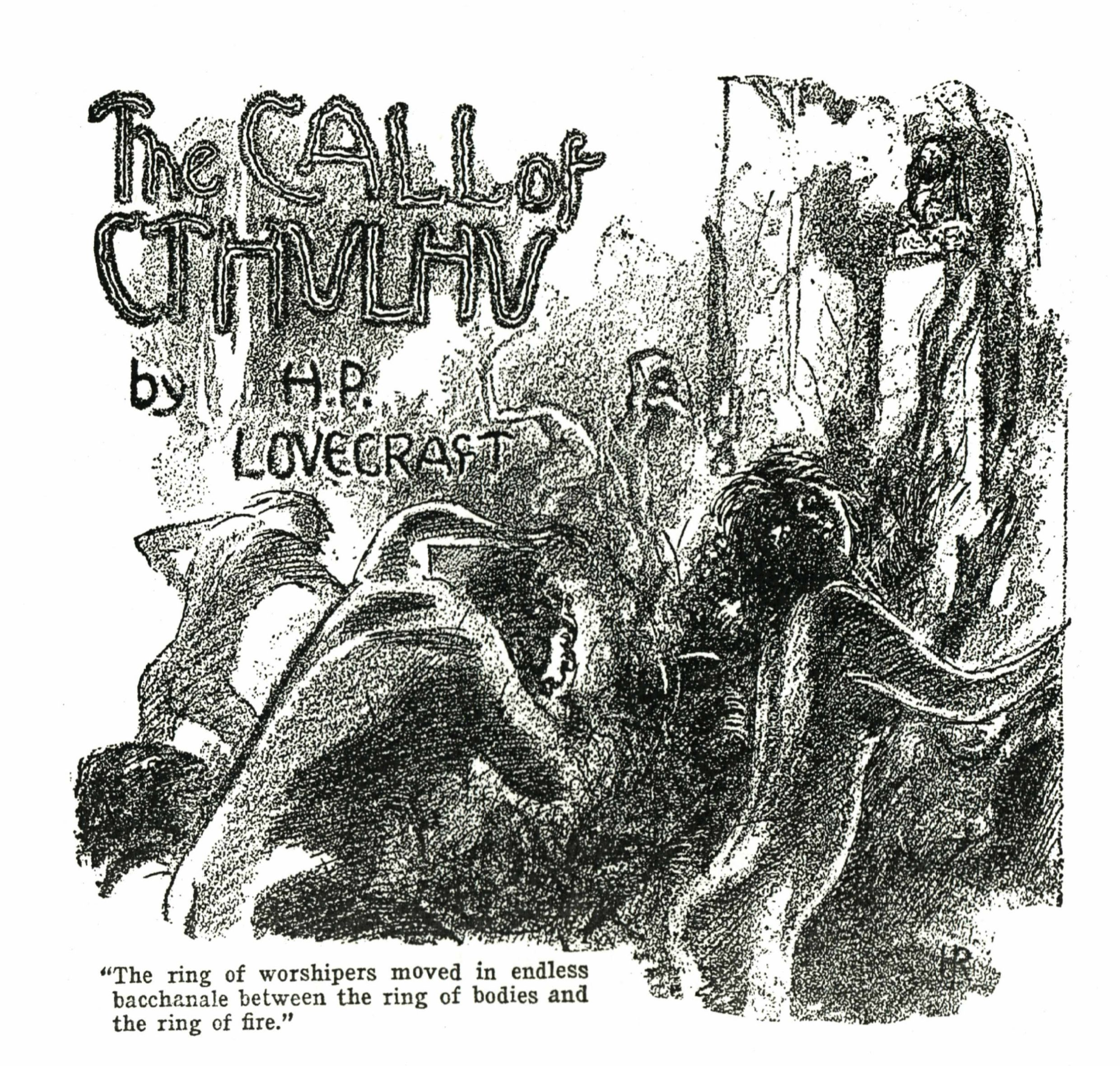
Les adorateurs de Cthulhu dans les marécages de Louisiane,
illustration de Hugh Rankin, Weird Tales, février 1928.

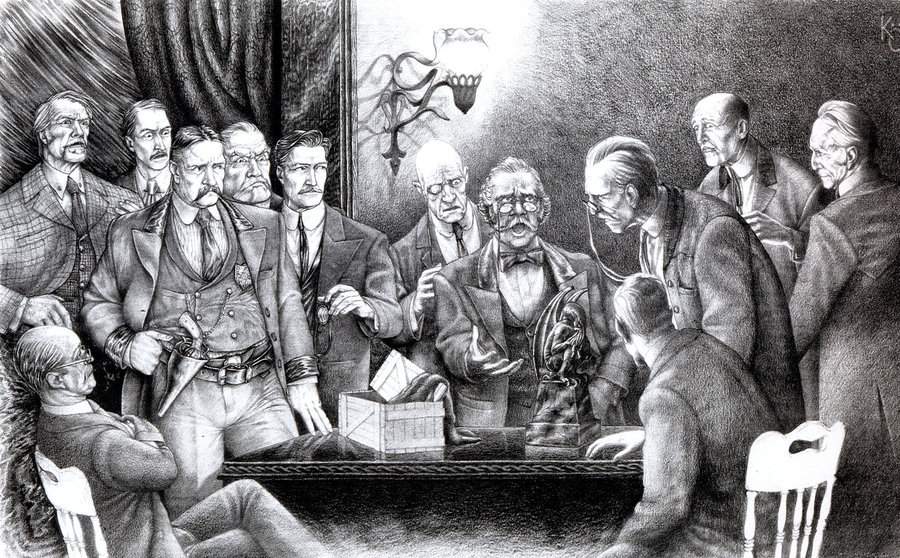
L'inspecteur de police Legrasse soumet la statuette de Cthulhu à la sagacité des savants,
illustration de Korkut Öztekin.

La seconde partie du manuscrit relate une expérience antérieure qui a amené le professeur Angell à s'intéresser au récit de Henry Wilcox. Car ce n'était pas la première fois que le vieil homme prenait connaissance de faits mystérieux tournant autour de Cthulhu, le monstre à tête de pieuvre.
En 1908, à Saint-Louis (Missouri), l'inspecteur John Legrasse se rend à une réunion annuelle de la Société américaine d'archéologie pour faire identifier par des professeurs renommés une mystérieuse statuette. Cette idole, confisquée aux membres d'une secte vaudou,  représente une étrange créature recroquevillée sur un socle orné de hiéroglyphes indéchiffrables… L'inspecteur raconte aux professeurs comment, dans la soirée du 1er novembre 1907, lui-même et dix-neuf de ses hommes ont mené un assaut contre les adeptes d'une secte se livrant à des sacrifices humains dans les marécages inexplorés au Sud de La Nouvelle-Orléans. Selon les dires de Castro, l'un des quarante-sept prisonniers métis, la secte vénère les « Grands Anciens », des dieux venus des étoiles il y a de cela des millions d'années et aujourd'hui endormis au cœur de la terre ou sous les eaux. Le grand prêtre Cthulhu, qui communique avec ses fidèles à travers les rêves, attend patiemment dans sa demeure engloutie de R’lyeh pour régner à nouveau sur le monde. D'après Castro, ce culte se répand aux quatre coins du monde, comme en témoigne le Necronomicon, un très vieux grimoire écrit par le poète arabe Abdul Alhazred.
Impressionné par les notes du professeur Angell, Thurston décide de mener sa propre enquête et parvient à retrouver Wilcox ; il arrive à la conclusion que la mort de son grand-oncle n'est pas accidentelle et qu'il a été assassiné par l'un des membres du culte…

### Chapitre 3: La démence qui vint de la mer (The Madness from the Sea)

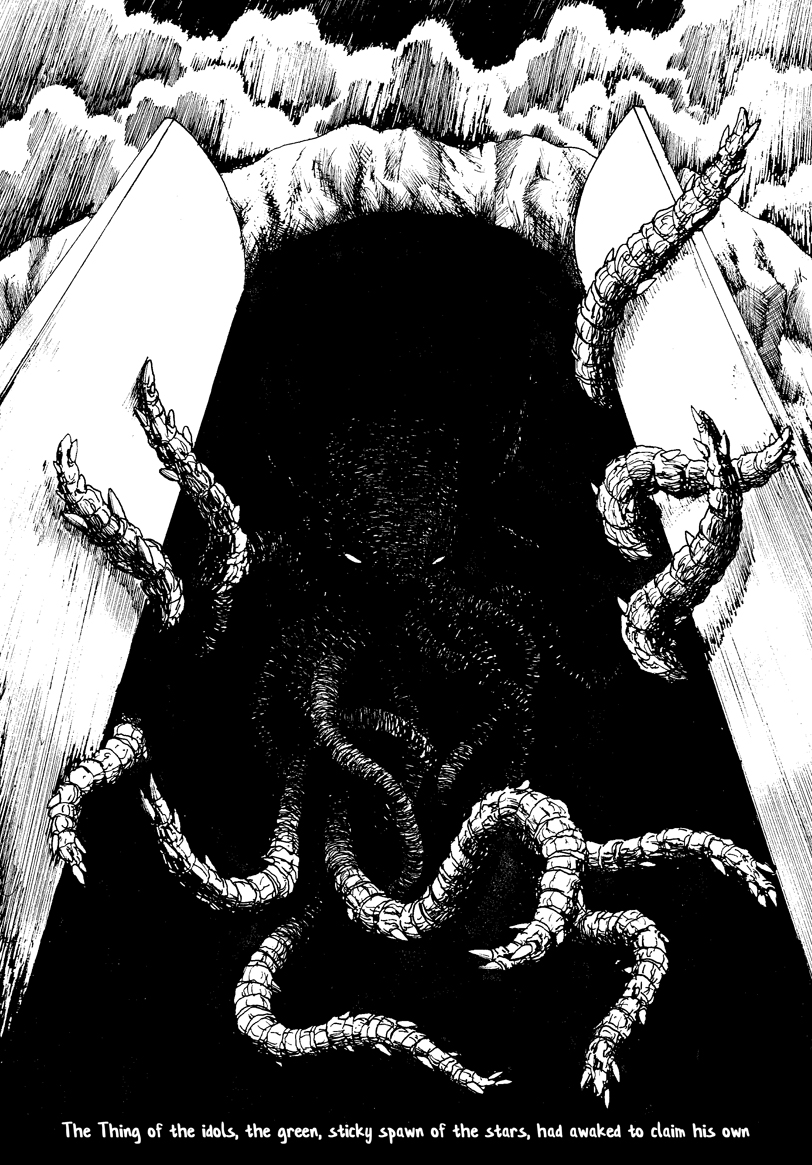
The Madness from the Sea,
illustration de Sofyan Syarief.

Plus d'un an après avoir lu le manuscrit, Thurston tombe par hasard sur un article de journal australien datant du 18 avril 1925 et faisant mention d'une étrange épopée navale dans l'Océan Pacifique, au cours de laquelle plusieurs hommes périrent dans des circonstances dramatiques. Thurston voyage jusqu'à Oslo, pour découvrir le journal du marin norvégien Gustaf Johansen, survivant du naufrage.
Le 22 mars, l’Emma, une goélette partie de Nouvelle-Zélande, croise sur sa route le yacht Alert avec à bord des individus agités et armés. Une bataille s'ensuit après que les marins de l'Alert leur demandent de faire demi-tour. Les hommes de l’Emma capturent l’Alert avant de poursuivre leur route. Curieux de découvrir la destination de leurs agresseurs, ils finissent par découvrir R'lyeh, une cité sous-marine colossale soulevée par un tremblement de terre. Là, les marins libèrent accidentellement Cthulhu. Deux hommes meurent de peur en voyant le Grand Ancien tandis que trois autres meurent sous ses griffes. Johansen parvint à fuir de justesse avec un autre membre d'équipage devenu fou, qui mourra par la suite avant que le yacht soit retrouvé avec pour seul survivant Johansen. Celui-ci raconte vaguement les événements aux autorités. Retourné en Norvège, il meurt dans des circonstances semblables à celles du professeur Angell, et sa veuve conserve son journal dans lequel Johansen a décrit en détails les événements en anglais, langue que ne maîtrise pas la femme.
Mettant en place les pièces du puzzle et faisant coïncider les dates, Thurston comprend que tout est réel et qu'il est désormais, tout comme son grand-oncle et le norvégien Johansen, la cible du culte de Cthulhu...

## Inspirations

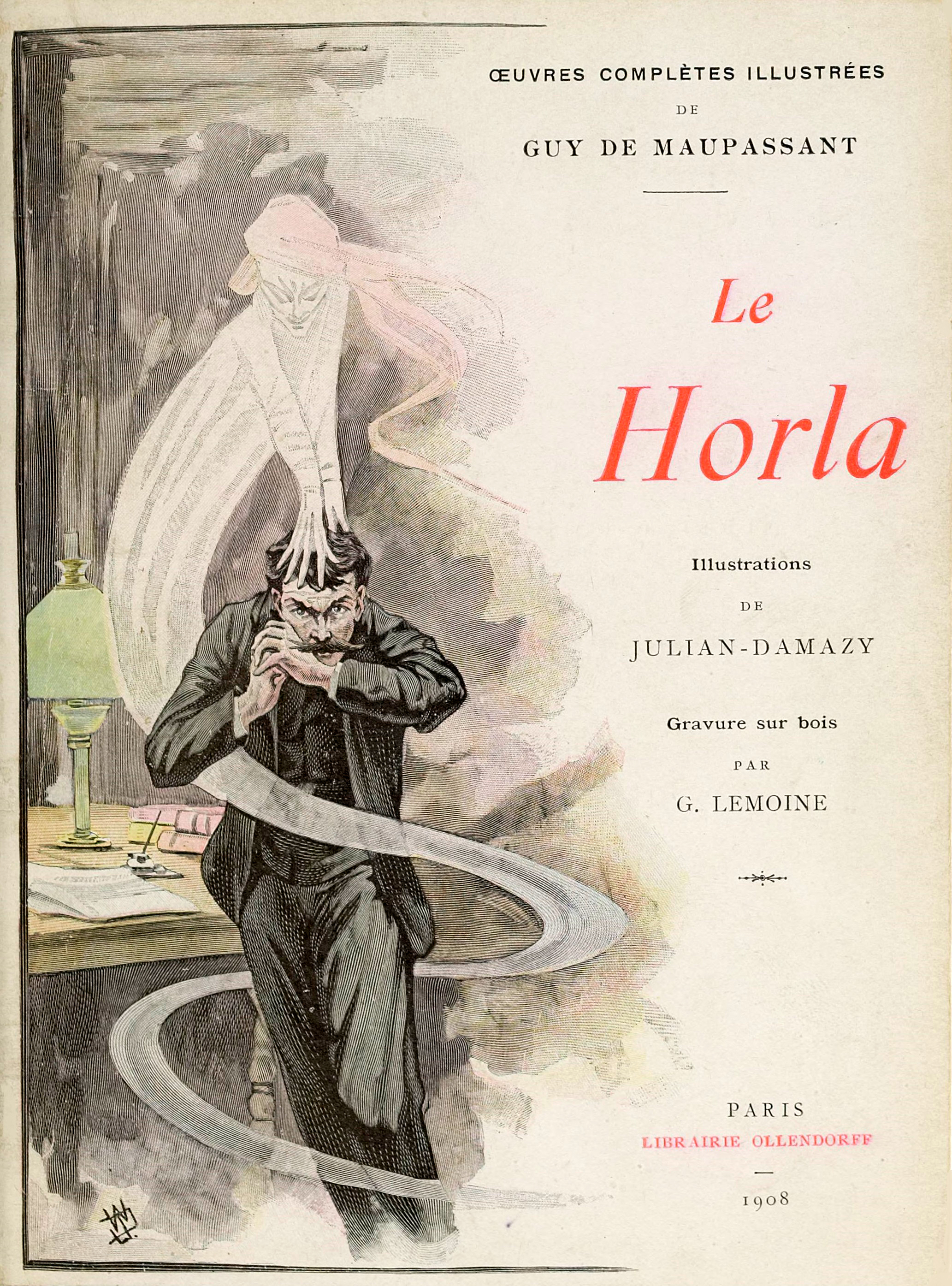
Le Horla de Guy de Maupassant, gravure sur bois de Georges Lemoine d'après un dessin de William Julian-Damazy.

Les inspirations de cette nouvelle sont nombreuses. Le premier chapitre, L'horreur d'argile, provient d'un rêve que Lovecraft a eu en 1919 et qu'il décrira dans deux lettres différentes envoyées à son ami Rheinhart Kleiner les 21 mai et 14 décembre 1920.
D'après S. T. Joshi, critique littéraire américain spécialiste des littératures de l'imaginaire et biographe de Lovecraft, l'une des principales inspirations de ce récit est la nouvelle de Guy de Maupassant, Le Horla (1887), que Lovecraft décrit dans son essai Supernatural Horror in Literature.
The Novel of the Black Seal d'Arthur Machen (1895), auquel Lovecraft emprunte ses procédés littéraires, en particulier la juxtaposition de documents épars (manuscrit, rapport d'enquête, article de journal…) révélant peu à peu l'horreur, est également considéré par Joshi comme l'une des inspirations profondes de l'Appel de Cthulhu. 
Joshi cite enfin le roman d'Abraham Merritt, Le Gouffre de la Lune (The Moon Pool, 1919), dont Lovecraft faisait souvent l'éloge, et fait l'analogie entre le fameux gouffre de Merritt et la porte reliant R'lyeh au monde réel.
Exégète du Mythe de Cthulhu, le théologien Robert M. Price voit dans le poème d'Alfred Tennyson, The Kraken (1830) l'une des inspirations majeures de l'Appel de Cthulhu, en particulier sur la genèse de Cthulhu lui-même en tant qu'entité dormant pour l'éternité sous l'océan et apportant l'apocalypse avec son réveil.
Price cite également les travaux de Lord Dunsany comme le recueil Les Dieux de Pegāna (1905), dans lequel l'un des dieux est maintenu en sommeil afin d'éviter les conséquences apocalyptiques de son réveil,.

## Publication

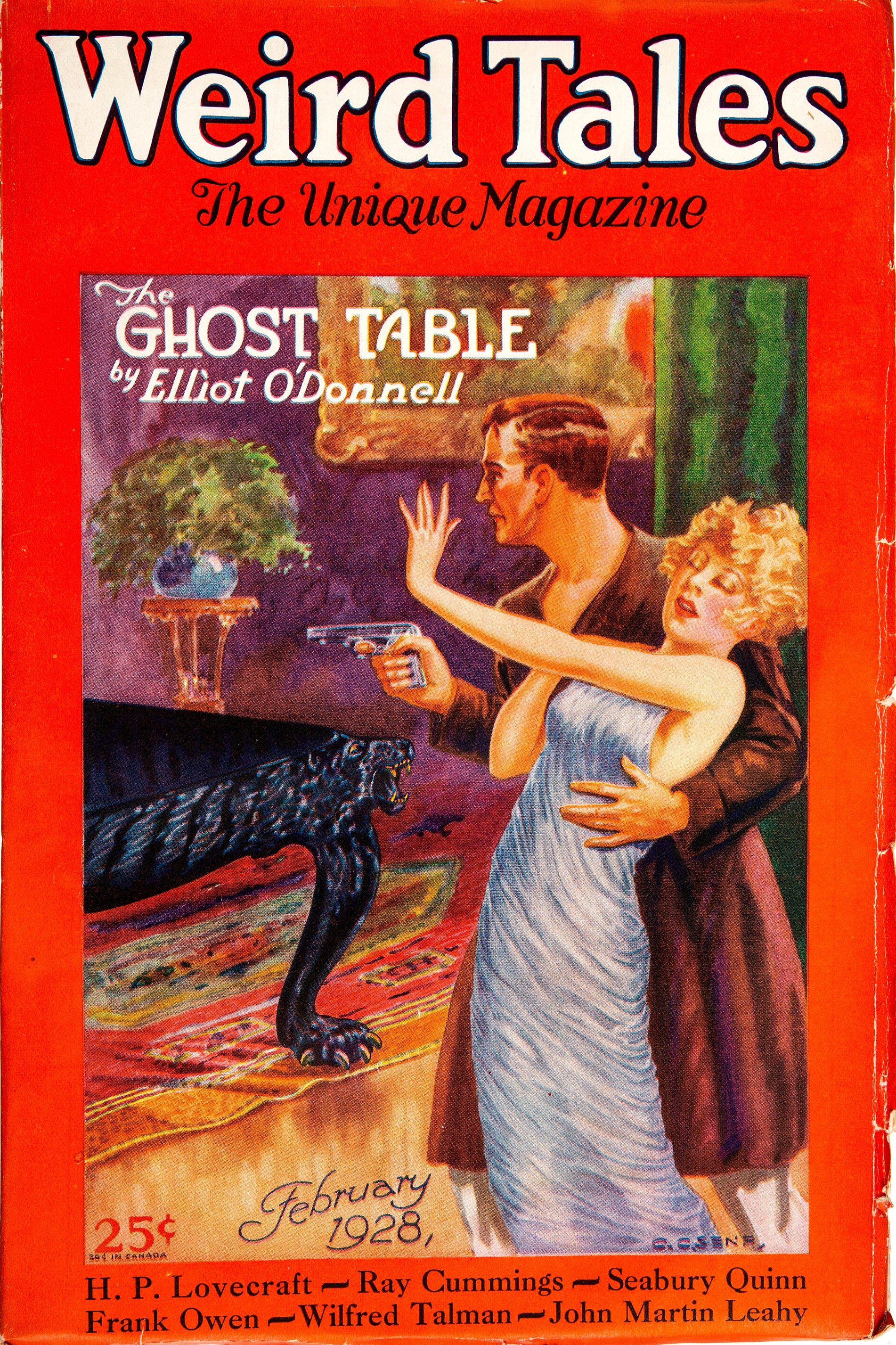
Couverture du pulp Weird Tales (février 1928) où fut publiée initialement la nouvelle L'Appel de Cthulhu.

Lovecraft eut du mal à faire publier la nouvelle. L'éditeur de Weird Tales, Farnsworth Wright, la refusa dans un premier temps et ne l'accepta qu'après que Donald Wandrei (en), écrivain et ami de l'auteur, lui eut fait croire que Lovecraft comptait soumettre ses textes à un autre éditeur. Lovecraft lui-même considérait a posteriori la nouvelle comme plutôt moyenne.

### En version originale
- Weird Tales, vol 11, no 2, 1928.

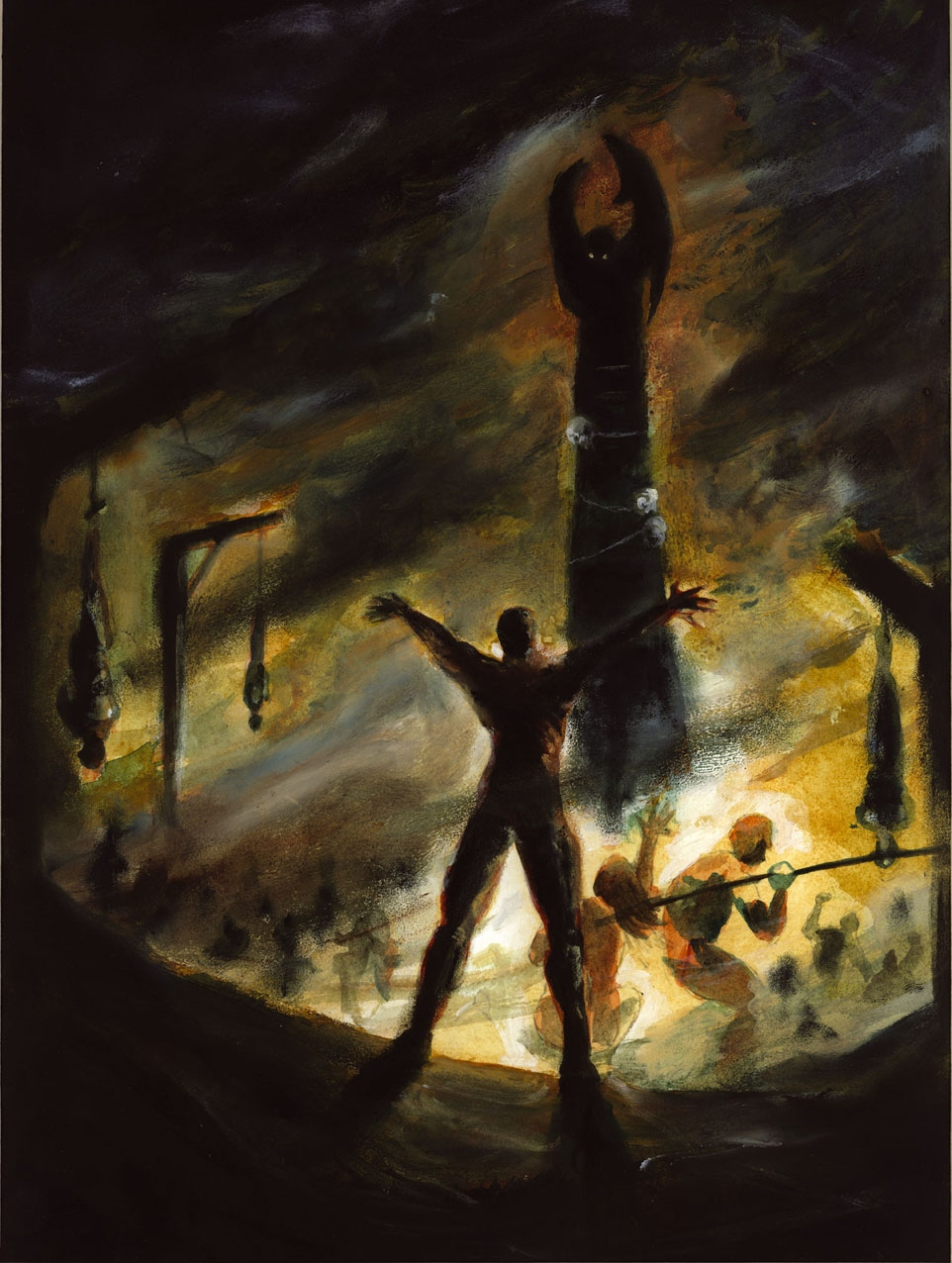
Les adorateurs de Cthulhu dans les marécages de Louisiane,
illustration de Gwabryel.

- The Best of H.P. Lovecraft: Bloodcurdling Tales of Horror and the Macabre, 1982.
- The Dunwich Horror and Others, 1984.
- Tales of H.P. Lovecraft, 1997.
- (en) Howard Phillips Lovecraft (édition annotée par S. T. Joshi et Peter Cannon), More Annotated H. P. Lovecraft, New York, Dell Publishing, 1999, 312 p. (ISBN 978-0-440-50875-5, présentation en ligne), p. 172-216.
- The Call of Cthulhu and Other Weird Stories, 1999.
- H.P. Lovecraft: Tales, 2005.
- Necronomicon: The Best Weird Tales of H. P. Lovecraft, 2008.
- H.P. Lovecraft: The Fiction, 2008.
- The Call of Cthulhu and Other Dark Tales, 2009.
- The Weird Writings of HP Lovecraft, 2010.
- H.P. Lovecraft: The Complete Fiction, 2011.
- H.P. Lovecraft Goes to the Movies, 2011.

### En version française
La nouvelle fut publiée tardivement en France. On peut la retrouver dans les recueils suivants :
- Dans l'Abîme du Temps (1954) ;
- Légendes du Mythe de Cthulhu (1975) ;
- Lovecraft : Œuvres complètes Tome 1 (1991) ;
- Le Mythe de Cthulhu (avril 1996) ;
- Le Cycle de Cthulhu (1998) ;
- Cthulhu, le Mythe (février 2012).
- L'Appel de Cthulhu, suivi de Notes sur l'écriture de la fiction surnaturelle (avril 2015)

## Traductions françaises
Il existe à ce jour neuf traductions françaises différentes de l'Appel de Cthulhu :
- traduction de Jacques Papy pour la première édition de la nouvelle en 1954.
- traduction de Claude Gilbert, en 1975, critiquée pour ses contresens[N 1].
- traduction de Simone Lamblin, version corrigée afin de combler les lacunes de la version de Papy.
- traduction de Jean Balczesak en guise d'introduction au jeu de rôle L'Appel de Cthulhu, édité à l'époque chez Jeux Descartes.
- traduction de Maxime Le Dain, pour le recueil Cthulhu, le mythe, publié par les éditions Bragelonne en février 2012.
- traduction de David Camus, pour le recueil Les Montagnes hallucinées, publié par les éditions Mnémos en mars 2013.
- traduction de Michel Marcheteau et Michel Savio, pour les éditions Pocket Bilingue en avril 2013.
- traduction de François Bon, pour les éditions Points en avril 2015.
- traduction de Gorian Delpâture, pour les éditions Lamiroy en février 2025.

## Critiques
- L'écrivain Robert E. Howard considérait la nouvelle comme un chef-d'œuvre qui serait un jour considéré comme l'une des plus grandes réalisations de la littérature[15]. Peter Cannon (en), érudit de l'œuvre  de Lovecraft et l'un de ses continuateurs considère l'histoire comme une narration subtile, ambitieuse, dense et complexe dans laquelle l'horreur acquiert peu à peu des proportions cosmiques[16].
- L'écrivain français Michel Houellebecq, dans son essai H. P. Lovecraft. Contre le monde, contre la vie, décrit L'Appel de Cthulhu comme le premier des grands textes de Lovecraft[17].

## Adaptations dans d'autres médias
De nombreuses adaptations de l'univers de Lovecraft utilisent le nom de l'Appel de Cthulhu, car cette nouvelle est sa plus connue et la pierre angulaire du Mythe de Cthulhu. Elles ne sont pas des adaptations à proprement parler de cette nouvelle élevée dans le domaine public depuis janvier 2008.

### Cinéma
- L'Appel de Cthulhu, moyen-métrage réalisé par Sean Branney et Andrew Leman à la manière des films muets d'épouvante des années 1920[18].

### Bandes dessinées
- Cthulhu, dessins d'Alberto Breccia sur des scénarios de Norberto Buscaglia, d'après Howard Phillips Lovecraft, Les Humanoïdes Associés, 1979 (reprend les nouvelles éditées dans le trimestriel Métal Hurlant en 1978-79; réédité par Rackham en 2004).
- Horacio Lalia, « L'Appel de Cthulhu », dans Lovecraft, t. III : La Couleur tombée du ciel, Albin Michel, 2003,  (ISBN 2-226-13725-4)
- John Coulthart, The Call of Cthulhu, réédité dans The Haunter of the Dark and Other Grotesque Visions, 2006, 136 p.,  (ISBN 978-1-902-19723-4)
- H.P. Lovecraft's Call of Cthulhu (1998), adaptation de Michael Zigerlig chez Transfuzion Publishing. Préfacé par l'artiste suisse H.R. Giger[19].
- The Call of Cthulhu (2011) de Ian Edginton et D’Israeli dans le recueil The Lovecraft Anthology, vol. 1, SelfMadeHero, 2012[20].
- L'appel de Cthulhu (2020) de Gou Tanabe aux éditions Ki-oon

### Roman graphique
- L'Appel de Cthulhu (2017, Bragelonne), illustrations de François Baranger